# Amor mío (telenovela messicana)
Amor mío è una sitcom messicana prodotta tra il 2006 e il 2008 prodotta da Televisa. È andata in onda dal 14 agosto 2006 al 16 marzo 2007 sul Canal de las Estrellas. Ha come protagonisti Vanessa Guzmán, Raúl Araiza e come antagonista Rosa María Bianchi. La sigla è cantata dal gruppo musicale Grupo Play.
Si basa sulla sitcom argentina Amor mío da un'idea di Cris Morena. La serie è stata trasmessa anche in Colombia, Ecuador, Venezuela, Perù, Stati Uniti d'America e Costa Rica.
La serie e gli attori che la interpretano hanno ricevuto dei premi o delle nomination. La sitcom ha ricevuto un premio e una candidatura al Premios TVyNovelas invece gli attori Vanessa Guzmán e Raúl Araiza sempre allo stesso premio. La serie ha raggiunto il 40% di share.